# Guglielmo Enrico di Sassonia-Eisenach

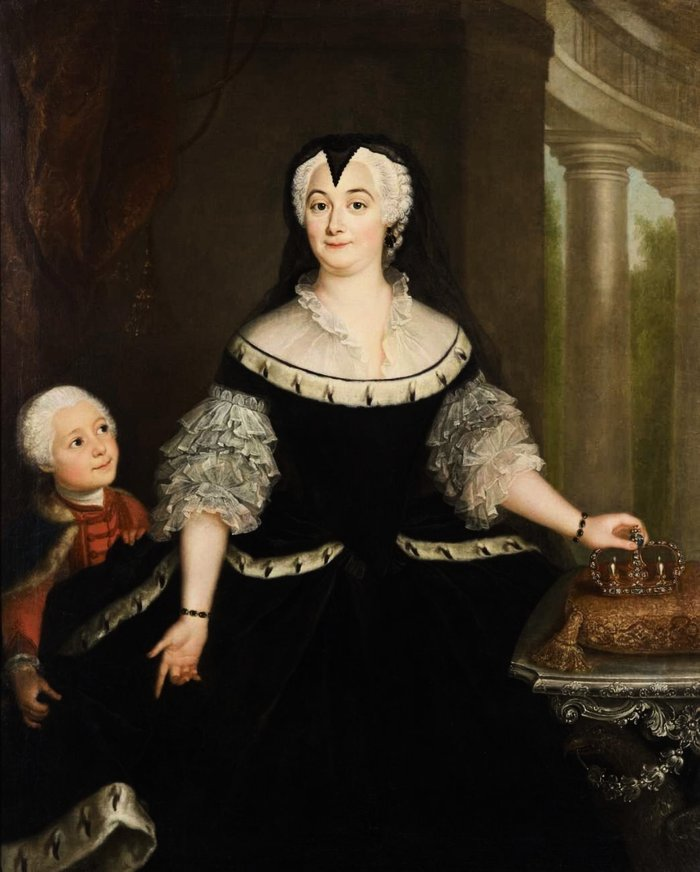
Anna Sofia Carlotta di Brandeburgo-Schwedt, duchessa di Sassonia-Eisenach e seconda moglie di Guglielmo Enrico

Guglielmo Enrico di Sassonia-Eisenach (Oranjewoud, 10 novembre 1691 – Eisenach, 26 luglio 1741) fu Duca di Sassonia-Eisenach dal 1729 alla sua morte.

## Biografia

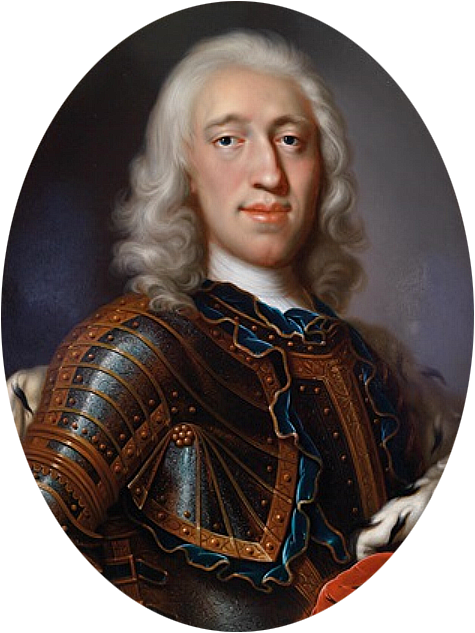
Guglielmo Enrico di Sassonia-Eisenach in un ritratto d'epoca

Guglielmo Enrico era il figlio maggiore e l'unico sopravvissuto del duca Giovanni Guglielmo di Sassonia-Eisenach e di Amalia di Nassau-Dietz, sua prima moglie. All'età di 18 anni per poco non rimase vittima di una caduta da cavallo che ad ogni modo gli portò una grave lesione renale che lo tormentò per il resto della sua vita.
Guglielmo Enrico succedette al padre alla di lui morte nel 1729.
Dimostrò grande interesse per le materie militari e concesse due dei reggimenti del suo ducato di Eisenach a disposizione dell'esercito imperiale che li utilizzò perlopiù nei Paesi Bassi austriaci. Inoltre, il 17 ottobre 1740, promise a su nipote, il re Federico II di Prussia, un altro reggimento, (che divenne in seguito il 40° reggimento fucilieri), costituito nel 1732 da due battaglioni di moschettieri, il quale aveva già servito nella guerra di successione polacca.
Alla sua morte, venne sepolto nella Chiesa di San Giorgio di Eisenach. Non avendo avuto eredi dai suoi due matrimoni, venne succeduto dal cugino Ernesto Augusto I di Sassonia-Weimar. L'unione tra i ducati di Sassonia-Eisenach e Sassonia-Weimar fu nominale sino al 1809, anno in cui vennero formalmente uniti.

## Matrimoni
A Idstein il 15 febbraio 1713, Guglielmo Enrico si sposò in prime nozze con Albertina Giuliana di Nassau-Idstein, ma questo matrimonio non ebbe eredi.
A Berlino il 3 giugno 1723, otto mesi dopo la morte della prima moglie, Guglielmo Enrico si sposò in seconde nozze con Anna Sofia Carlotta di Brandeburgo-Schwedt. Anche questo matrimonio fu senza eredi.

## Ascendenza
|                                       |                                |                                             | Genitori                                      |  |  | Nonni |  |  | Bisnonni                   |  |  | Trisnonni                 |  |
|                                       |                                |                                             |                                               |  |  |       |  |  | Wilhelm von Sachsen-Weimar |  |  | Johann von Sachsen-Weimar |  |
|                                       |                                |                                             |                                               |  |  |       |  |  | Wilhelm von Sachsen-Weimar |  |  | Johann von Sachsen-Weimar |  |
|                                       |                                | Dorothea Maria von Anhalt                   |                                               |  |  |       |  |  | Wilhelm von Sachsen-Weimar |  |  |                           |  |
| Johann Georg I von Sachsen-Eisenach   |                                |                                             |                                               |  |  |       |  |  | Wilhelm von Sachsen-Weimar |  |  |                           |  |
|                                       |                                | Eleonore Dorothea von Anhalt-Dessau         | Johann Georg I von Anhalt-Dessau              |  |  |       |  |  |                            |  |  |                           |  |
|                                       |                                | Eleonore Dorothea von Anhalt-Dessau         | Johann Georg I von Anhalt-Dessau              |  |  |       |  |  |                            |  |  |                           |  |
|                                       |                                | Eleonore Dorothea von Anhalt-Dessau         | Dorothea von Pfalz-Simmern                    |  |  |       |  |  |                            |  |  |                           |  |
| Johann Wilhelm von Sachsen-Eisenach   |                                | Eleonore Dorothea von Anhalt-Dessau         |                                               |  |  |       |  |  |                            |  |  |                           |  |
|                                       |                                | Ernst zu Sayn-Wittgenstein                  | Wilhelm II zu Sayn-Wittgenstein               |  |  |       |  |  |                            |  |  |                           |  |
|                                       |                                | Ernst zu Sayn-Wittgenstein                  | Wilhelm II zu Sayn-Wittgenstein               |  |  |       |  |  |                            |  |  |                           |  |
|                                       |                                | Ernst zu Sayn-Wittgenstein                  | Anne Elisabeth zu Sayn                        |  |  |       |  |  |                            |  |  |                           |  |
| Johannette zu Sayn-Wittgenstein       |                                | Ernst zu Sayn-Wittgenstein                  |                                               |  |  |       |  |  |                            |  |  |                           |  |
|                                       |                                | Louise Juliane von Erbach                   | Georg III von Erbach                          |  |  |       |  |  |                            |  |  |                           |  |
|                                       |                                | Louise Juliane von Erbach                   | Georg III von Erbach                          |  |  |       |  |  |                            |  |  |                           |  |
|                                       |                                | Louise Juliane von Erbach                   | Maria von Barby-Mühlingen                     |  |  |       |  |  |                            |  |  |                           |  |
| Wilhelm Heinrich von Sachsen-Eisenach |                                | Louise Juliane von Erbach                   |                                               |  |  |       |  |  |                            |  |  |                           |  |
|                                       | Ernst Casimir von Nassau-Dietz | Johann VI von Nassau-Dillenburg             |                                               |  |  |       |  |  |                            |  |  |                           |  |
|                                       | Ernst Casimir von Nassau-Dietz | Johann VI von Nassau-Dillenburg             |                                               |  |  |       |  |  |                            |  |  |                           |  |
|                                       | Ernst Casimir von Nassau-Dietz | Elisabeth von Leuchtenberg                  |                                               |  |  |       |  |  |                            |  |  |                           |  |
| Wilhelm Friedrich von Nassau-Dietz    | Ernst Casimir von Nassau-Dietz |                                             |                                               |  |  |       |  |  |                            |  |  |                           |  |
|                                       |                                | Sophie Hedwig von Braunschweig-Wolfenbüttel | Heinrich Julius von Braunschweig-Wolfenbüttel |  |  |       |  |  |                            |  |  |                           |  |
|                                       |                                | Sophie Hedwig von Braunschweig-Wolfenbüttel | Heinrich Julius von Braunschweig-Wolfenbüttel |  |  |       |  |  |                            |  |  |                           |  |
|                                       |                                | Sophie Hedwig von Braunschweig-Wolfenbüttel | Elisabeth af Danmark                          |  |  |       |  |  |                            |  |  |                           |  |
| Amalia von Nassau-Dietz               |                                | Sophie Hedwig von Braunschweig-Wolfenbüttel |                                               |  |  |       |  |  |                            |  |  |                           |  |
|                                       |                                | Frederik Hendrik van Oranje                 | Willem I van Oranje                           |  |  |       |  |  |                            |  |  |                           |  |
|                                       |                                | Frederik Hendrik van Oranje                 | Willem I van Oranje                           |  |  |       |  |  |                            |  |  |                           |  |
|                                       |                                | Frederik Hendrik van Oranje                 | Louise de Coligny                             |  |  |       |  |  |                            |  |  |                           |  |
| Albertine Agnes van Oranje            |                                | Frederik Hendrik van Oranje                 |                                               |  |  |       |  |  |                            |  |  |                           |  |
|                                       |                                | Amalie zu Solms-Braunfels                   | Johann Albrecht I von Solms-Braunfels         |  |  |       |  |  |                            |  |  |                           |  |
|                                       |                                | Amalie zu Solms-Braunfels                   | Johann Albrecht I von Solms-Braunfels         |  |  |       |  |  |                            |  |  |                           |  |
|                                       |                                | Amalie zu Solms-Braunfels                   | Agnes zu Sayn-Wittgenstein                    |  |  |       |  |  |                            |  |  |                           |  |
|                                       |                                | Amalie zu Solms-Braunfels                   |                                               |  |  |       |  |  |                            |  |  |                           |  |